# Canadá Superior
Canadá Superior ou Alto Canadá (em francês: Haut-Canada, em inglês: Upper Canada) foi uma parte do Canadá Britânico criada em 1791 pelo Reino da Grã-Bretanha, para governar o terço central das terras da América do Norte Britânica, anteriormente parte da Província de Quebec desde 1763. O Alto Canadá incluía todo o sul de Ontário moderno e todas as áreas do norte de Ontário no Pays d'en Haut que faziam parte da Nova França, essencialmente as bacias hidrográficas do rio Ottawa ou dos lagos Huron e Superior, excluindo quaisquer terras dentro da bacia hidrográfica da Baía de Hudson. O prefixo "superior" no nome reflete sua posição geográfica ao longo dos Grandes Lagos, principalmente acima das cabeceiras do rio São Lourenço, em contraste com o Baixo Canadá (atual Quebec) a nordeste.
O Alto Canadá foi o principal destino dos refugiados legalistas e colonos dos Estados Unidos após a Revolução Americana, que muitas vezes recebiam terras para se estabelecerem no Alto Canadá. Já povoada por povos indígenas, a terra para assentamento no Alto Canadá foi feita por tratados entre o novo governo britânico e os povos indígenas, trocando terras por pagamentos únicos ou anuidades. A nova província era caracterizada por seu modo de vida britânico, incluindo parlamento bicameral e leis civis e criminais separadas, em vez de misturadas como no Baixo Canadá ou em qualquer outro lugar do Império Britânico. A divisão foi criada para garantir o exercício dos mesmos direitos e privilégios desfrutados por súditos leais em outras partes das colônias norte-americanas. Em 1812, a guerra eclodiu entre a Grã-Bretanha e os Estados Unidos, levando a várias batalhas no Alto Canadá. Os Estados Unidos tentaram capturar o Alto Canadá, mas a guerra terminou com a situação inalterada.
O governo da colônia passou a ser dominado por um pequeno grupo de pessoas, conhecido como "Pacto Familiar", que ocupava a maioria dos cargos de liderança no Conselho Legislativo e nomeava funcionários. Em 1837, uma rebelião malsucedida tentou derrubar o sistema antidemocrático. O governo representativo seria estabelecido na década de 1840. O Alto Canadá existiu desde a sua criação em 26 de dezembro de 1791 até 10 de fevereiro de 1841, quando foi unido ao adjacente Baixo Canadá para formar a Província do Canadá.

## Estabelecimento
Como parte do Tratado de Paris de 1763, que encerrou o conflito global da Guerra dos Sete Anos e a Guerra Franco-Indígena na América do Norte, a Grã-Bretanha manteve o controle sobre a antiga Nova França, que havia sido derrotada na Guerra Franco-Indígena. Os britânicos ganharam o controle depois que o Forte Niágara se rendeu em 1759 e Montreal capitulou em 1760, e os britânicos sob Robert Rogers assumiram o controle formal da região dos Grandes Lagos em 1760.  O Forte Michilimackinac foi ocupado pelas forças de Roger em 1761.
Os territórios do sul contemporâneo de Ontário e do sul de Quebec foram inicialmente mantidos como a única província de Quebec, como havia sido sob os franceses. De 1763 a 1791, a Província de Quebec manteve sua língua francesa, expectativas de comportamento cultural, práticas e leis. Os britânicos aprovaram a Lei de Quebec em 1774, que expandiu a autoridade da colônia de Quebec para incluir parte da Reserva Indígena a oeste (ou seja, partes do sul de Ontário) e outros territórios ocidentais ao sul dos Grandes Lagos, incluindo grande parte do que se tornaria o Território do Noroeste dos Estados Unidos, incluindo os estados modernos de Illinois, Indiana, Michigan, Ohio, Wisconsin e partes de Minnesota.
Após o fim da Guerra da Independência Americana em 1783, a Grã-Bretanha manteve o controle da área ao norte do rio Ohio. As fronteiras oficiais permaneceram indefinidas até 1795 e o Tratado de Jay. As autoridades britânicas incentivaram o movimento de pessoas dos Estados Unidos para esta área, oferecendo terras gratuitas para incentivar o crescimento populacional. Para os colonos, o chefe da família recebia 100 acres (40 ha) e 50 acres (20 ha) por membro da família, e os soldados recebiam subsídios maiores.  Esses colonos são conhecidos como legalistas do Império Unido e eram principalmente protestantes de língua inglesa. Os primeiros municípios (Royal e Cataraqui) ao longo do St. Lawrence e do leste do Lago Ontário foram estabelecidos em 1784, povoados principalmente por soldados desativados e suas famílias.
O "Alto Canadá" tornou-se uma entidade política em 26 de dezembro de 1791 com a aprovação do Ato Constitucional de 1791 pelo Parlamento da Grã-Bretanha. A lei dividiu a província de Quebec em Alto e Baixo Canadá, mas ainda não especificou as fronteiras oficiais para o Alto Canadá. A divisão foi efetuada para que os colonos americanos legalistas e os imigrantes britânicos no Alto Canadá pudessem ter leis e instituições inglesas, e a população de língua francesa do Baixo Canadá pudesse manter a lei civil francesa e a religião católica. O primeiro vice-governador foi John Graves Simcoe.
O Tratado de Jay de 1795 estabeleceu oficialmente as fronteiras entre a América do Norte britânica e os Estados Unidos ao norte dos Grandes Lagos e do rio São Lourenço. Em 1º de fevereiro de 1796, a capital do Alto Canadá foi transferida de Newark (agora Niagara-on-the-Lake) para York (agora Toronto), que foi considerada menos vulnerável a ataques dos Estados Unidos.
O Ato de União de 1840, aprovado em 23 de julho de 1840 pelo Parlamento britânico e proclamado pela Coroa em 10 de fevereiro de 1841, fundiu o Alto Canadá com o Baixo Canadá para formar a Província Unida do Canadá.